# Jürgen Kurths
Jürgen Kurths (* 11. března 1953, Arendsee (Altmark), Německo), je německý fyzik a matematik, expert v oblasti nelineární fyziky složitých systémů. Známý je především díky svým zásadním příspěvkům v nelineární dynamice, v teorii složitých systémů a sítí, a v aplikacích těchto teoretických konceptů v řešení zásadních problémů a aktuálních výzev v klimatologii, fyziologii, systémové biologii a v technických vědách.
Od roku 2008 je vedoucím výzkumné domény Transdisciplinární koncepty v Postupimském ústavu pro výzkum dopadů klimatu (PIK) a profesorem nelineární dynamiky ve Fyzikálním ústavu Humboldtovy univerzity v Berlíně. V roce 2009 mu byla udělena pozice 6th century chair v biologii složitých systémů v Ústavu složitých systémů a matematické biologie na Kings College univerzity v Aberdeenu.

## Životopis
Studoval matematiku na univerzitě v Rostocku a získal PhD v Akademii věd NDR. V roce 1991 obhájil habilitaci v teoretické fyzice v Rostocku. Od analýzy časových řad sluneční aktivity se jeho zájmy od 80. let minulého století rozšířily obecněji na složité systémy, nelinearitu a teorii chaosu. To později vedlo k jeho výzkumu základů teorie složitých systémů, ale i k aplikacím ve vědách o Zemi, ve výzkumu lidského mozku a jiných systémů, které jsou charakterizovány vysokým stupněm složitosti a nelinearity.

## Centra, výzkum a jeho organizace
V rámci speciálního programu Společnosti Maxe Plancka v roce 1991 byl, jako jeden z mála vědců z východního Německa, pověřen vedením nové výzkumné skupiny. Vytvořil mezinárodně známou a vysoce respektovanou skupinu nelineární dynamiky. V roce 1994 se stal řádným profesorem teoretické fyziky a nelineární dynamiky na Postupimské univerzitě. V letech 1996–1999 byl zde děkanem Přírodovědecké fakulty a jako zakládající ředitel ustanovil velmi známé Interdisciplinární centrum dynamiky složitých systémů (1994–2008). V roce 2008 byl povolán k přetvoření výzkumné domény Transdisciplinární koncepty v PIK, kam přinesl perspektivu složitých systémů do věd o Zemi.
J. Kurths stál a stojí v čele mnohých akademických výzkumných iniciativ a hraje vedoucí úlohu ve vývoji nelineární dynamiky a teorie složitých sítí jak v mezinárodních, tak v mezioborových aspektech. Mezioborový výzkum jeho skupiny dosáhl pod jeho vedením zásadních úspěchů v pochopení synchronizace, rekurence, v oblasti analýz složitých sítí a nelineárních časových řad a jejich aplikací v geovědách, kognitivní psychologii, biologii, medicíně a v technických vědách.
Udržuje rozlehlou síť vědeckých spolupracovníků, vychoval více než 60 PhD studentů z asi 20 zemí, z nichž asi 30 získalo akademické pozice v různých zemích. Publikoval více než 500 odborných článku a 8 knih. Je členem redakčních rad více než deseti odborných časopisů, například CHAOS, Philosoph.Trans. Royal Soc. A, PLoS ONE, Europ. J. Physics ST, J. Nonlinear Science a Nonlinear Processes in Geophysics, a také knižní řady Springer Series in Complexity.

## Mezinárodní vědecké aktivity
Kurths je nebo byl vedoucí osobností v mnoha mezinárodních vědeckých aktivitách. Byl prezidentem sekce pro nelineární procesy v geovědách při Evropské geovědní unii. Jeho úsilí podporovat mezinárodní spolupráci vedlo k organizaci několika velkých projektů EU a DFG, je představitelem International Research Training Group on complex networks (DFG-Německo a Brazílie).

## Vyznamenání a ceny
Jürgen Kurths byl zvolen členem American Physical Society a Fraunhofer Society (Německo). V roce 2005 získal Alexander von Humboldt research award od CSIR (India). V roce 2010 se stal členem Academia Europaea, a v roce 2012 členem Makedonské akademie věd a umění. Lobačevského univerzita v Nižním Novgorodu, a Černyševského univerzita v Saratovu mu udělily čestné doktoráty Dr. h.c. Je honorárním profesorem Postupimské univerzity a hostujícím profesorem na Southeast University v Nanjing. Byla mu udělena medaile Lewis Fry Richardson Medal of the European Geosciences Union v roce 2013.

## Publikace
- "Quantitative Analysis of Heart Rate Variability". Kurths, J; Voss, A; Saparin, P (1995). CHAOS 5: 88-94.
- "Phase synchronization of chaotic oscillators". Rosenblum, MG; Pikovsky, AS; Kurths, J (1996). Physical Review 76 (11):1804.
- "Coherence resonance in a noise-driven excitable system". Pikovsky, AS; Kurths, J (1997). Physical Review 78 (5):775.
- "Heartbeat synchronized with ventilation". Schäfer, C; Rosenblum, MG; Kurths J; Abel, H (1998). NATURE 392: 239-240.
- "Synchronization: A Universal Concept in Nonlinear Sciences". Pikovsky, A; Rosenblum, M; Kurths, J (Cambridge University Press, 2001).
- "The synchronization of chaotic systems". Boccaletti, S; Kurths, J; Osipov, G; et al. (2002). Physics Reports 366 (1-2):1.
- "Universality in the Synchronization of Weighted Random Networks". Zhou, CS; Motter, AE; Kurths, J (2006). Phys. Rev. Lett 96 (3): 034101.
- "Recurrence plots for the analysis of complex systems". Marwan, N; Romano, MC; Thiel, M; Kurths J. (2007). Physics Reports 438 (5-6):237.
- "The backbone of the climate network". Donges, JF; Zou, Y; Marwan N; Kurths J (2009). Europhysics Letters 87, 48007
- "Influence of paced maternal breathing on fetal-maternal heart rate coordination". van Leeuwen, P; Geue, D; Thiel, M; Cysarz, D; Lange, S; Romano, M; Wessel, N; Kurths, J and Grönemeier, D (2009). PNAS 106, 13661-13666
- "Evidence for a bimodal distribution in human communication". Wu, Y; Zhou, C; Xiao, J; Kurths, J; Schellnhuber, HJ (2010). PNAS 107 (44): 18803-18808
- "How basin stability complements the linear-stability paradigm". Menck, P; Heitzig J; Marwan, N; Kurths J (2013). Nature Physics 9, S. 89–92